# Taylor (Michigan)
Taylor é uma cidade localizada no estado americano do Michigan, no Condado de Wayne.

## Demografia
Segundo o censo americano de 2000, a sua população era de 65.868 habitantes.
Em 2006, foi estimada uma população de 64.240, um decréscimo de 1628 (-2.5%).

## Geografia
De acordo com o United States Census Bureau tem uma área de 61,2 km², dos quais 61,2 km² cobertos por terra e 0,0 km² cobertos por água.

## Localidades na vizinhança
O diagrama seguinte representa as localidades num raio de 12 km ao redor de Taylor.